# Lonnie Shelton
Lonnie Jewel Shelton (Bakersfield, California; 19 de octubre de 1955-Westminster, California; 8 de julio de 2018) fue un baloncestista estadounidense que disputó diez temporadas en la NBA. Con 2,03 metros de altura, jugaba en la posición de ala-pívot.

## Trayectoria deportiva

### Universidad
Jugó durante tres temporadas con los Beavers de la Universidad de Oregon State. En 1975 fue elegido en el mejor quinteto de la entonces Pac-8 Conference, tras promediar 18,3 puntos y 9,4 rebotes por partido. Fue uno de los componentes del equipo de Oregon State que rompieron la racha de 50 victorias consecutivas de UCLA Bruins, entonces liderados por Bill Walton, en su conferencia.
En el total de su carrera universitaria promedió 16,2 puntos y 8,4 rebotes por partido.

### Profesional
Fue elegido en la segunda ronda del Draft de la NBA de 1976 por New York Knicks, en el puesto 25. Allí tuvo un comienzo espectacular, promediando en las dos primeras temporadas 11,6 y 14,9 puntos por partido y más de siete rebotes en cada una de ellas. A pesar de su actuación, los Knicks estaban muy interesados en contratar al pívot de los Sonics Marvin Webster a costa de deshacerse de Shelton. Tras una fuerte disputa entre los dos equipos, tuvo que mediar el entonces Comisionado de la NBA, Larry O'Brien, castigando a los Knicks a compensar por el intercambio de jugadores a los Sonics con una primera ronda del draft de 1979 y 450 000 dólares, algo que consideró excesivo el equipo de la Gran Manzana, recurriendo a los tribunales ordinarios y consiguiendo que al menos el puesto del draft no fuese también traspasado.
Su primera temporada en los Seattle Supersonics no pudo ser más afortunada: enseguida se hizo con el puesto de ala-pívot titular, desplazando al veterano Paul Silas, y jugando al lado de grandes jugadores como Gus Williams, Jack Sikma, Dennis Johnson y Fred Brown. Consiguieron esa temporada el anillo de campeones de la NBA, el único de su carrera profesional.
En la temporada 1981-82, en la que promedió 14,9 puntos (el tope de su carrera) y 6,3 rebotes por partido, fue elegido para disputar el All Star Game, junto con sus compañeros Williams y Sikma. En dicho partido anotó siete puntos y consiguió nueve rebotes. Año y medio más tarde, Shelton fue considerado prescindible para los Sonics, por lo que fue traspasado a Cleveland Cavaliers. Su entrenador en Seattle, Lenny Wilkens, lo explicaba así en la rueda de prensa donde fue comunicado el traspaso: 

Pensamos que esto es relevante para el club. Lonnie ya no fue tan consistente como hubiésemos deseado la temporada pasada. Ya hablamos de ello hace un año, pero el cambio no se ha producido. Nos ha dado muy buenas temporadas, pero pensamos que es hora de cambiar.

Shelton pasó tres años en los Cavs, el primero de ellos como titular. Tras dos temporadas más en las que su aportación era cada vez menor, decidió retirarse al finalizar la temporada 1985-86. En el total de su carrera profesional promedió 12,0 puntos, 6,1 rebotes y 2,2 asistencias por encuentro.

#### Estadísticas

##### Temporada regular
| Temp.   | Edad | Equipo    | Liga | P   | TIT | MIN  | TC  | TCA  | %TC  | 3P  | 3PA | %3P  | TL  | TLA | %TL  | R.OF. | R.DEF. | REB | ASIS | ROB | TAP | PER | FP  | PTS  |
| 1976-77 | 21   | N.Y.      | NBA  | 82  |     | 25.7 | 4.9 | 10.2 | .476 |     |     |      | 1.9 | 2.7 | .707 | 2.7   | 5.0    | 7.7 | 1.8  | 1.5 | 1.2 |     | 4.4 | 11.6 |
| 1977-78 | 22   | N. Y.     | NBA  | 82  |     | 28.3 | 6.2 | 12.0 | .514 |     |     |      | 2.5 | 3.4 | .736 | 2.5   | 4.6    | 7.1 | 2.4  | 1.3 | 1.4 | 2.8 | 4.3 | 14.9 |
| 1978-79 | 23   | Seattle   | NBA  | 76  |     | 28.4 | 5.9 | 11.3 | .519 |     |     |      | 1.7 | 2.5 | .693 | 2.4   | 3.8    | 6.2 | 1.4  | 1.0 | 1.0 | 2.5 | 3.5 | 13.5 |
| 1979-80 | 24   | Seattle   | NBA  | 76  |     | 29.5 | 5.6 | 10.6 | .530 | 0.0 | 0.1 | .200 | 2.4 | 3.2 | .763 | 2.6   | 5.0    | 7.7 | 1.9  | 1.2 | 1.0 | 2.2 | 3.8 | 13.6 |
| 1980-81 | 25   | Seattle   | NBA  | 14  |     | 31.4 | 5.2 | 12.4 | .420 | 0.0 | 0.0 |      | 2.6 | 3.9 | .655 | 2.2   | 3.4    | 5.6 | 2.5  | 1.6 | 0.2 | 2.9 | 3.4 | 13.0 |
| 1981-82 | 26   | Seattle   | NBA  | 81  | 81  | 32.9 | 6.3 | 12.9 | .486 | 0.0 | 0.1 | .000 | 2.3 | 3.0 | .783 | 2.0   | 4.3    | 6.3 | 3.1  | 1.2 | 0.5 | 2.5 | 3.9 | 14.9 |
| 1982-83 | 27   | Seattle   | NBA  | 82  | 79  | 31.4 | 5.3 | 11.2 | .478 | 0.0 | 0.1 | .167 | 1.7 | 2.3 | .754 | 1.9   | 4.1    | 6.0 | 2.9  | 0.9 | 0.9 | 2.1 | 3.8 | 12.4 |
| 1983-84 | 28   | Cleveland | NBA  | 79  | 78  | 26.6 | 4.7 | 9.9  | .476 | 0.0 | 0.1 | .200 | 1.4 | 1.8 | .764 | 1.8   | 3.1    | 4.8 | 2.3  | 1.0 | 0.7 | 2.1 | 3.5 | 10.8 |
| 1984-85 | 29   | Cleveland | NBA  | 57  | 14  | 21.8 | 2.8 | 6.4  | .435 | 0.0 | 0.1 | .000 | 0.9 | 1.4 | .662 | 1.4   | 3.2    | 4.7 | 1.7  | 0.8 | 0.3 | 1.3 | 3.3 | 6.4  |
| 1985-86 | 30   | Cleveland | NBA  | 44  | 1   | 15.5 | 2.1 | 4.3  | .489 | 0.0 | 0.0 | .000 | 0.3 | 0.4 | .875 | 0.9   | 2.4    | 3.3 | 1.4  | 0.5 | 0.1 | 1.1 | 2.9 | 4.5  |
| Total   |      |           | NBA  | 673 | 253 | 27.5 | 5.1 | 10.3 | .492 | 0.0 | 0.1 | .097 | 1.8 | 2.4 | .738 | 2.1   | 4.0    | 6.1 | 2.2  | 1.1 | 0.8 | 2.2 | 3.8 | 12.0 |

##### Playoffs
| Temp.   | Edad | Equipo    | Liga | P  | MIN  | TCA | TC  | 3PA | 3P | TLA | TL  | R.OF. | REB | ASIS | ROB | TAP | PER | FP  | PTS | %TC  | %3P  | %FT  | MIN  | PTS  | REB  | AST |
| 1977-78 | 22   | N.Y.      | NBA  | 6  | 151  | 30  | 56  |     |    | 6   | 8   | 18    | 44  | 17   | 2   | 5   | 14  | 29  | 66  | .536 |      | .750 | 25.2 | 11.0 | 7.3  | 2.8 |
| 1978-79 | 23   | Seattle   | NBA  | 17 | 566  | 101 | 209 |     |    | 18  | 26  | 61    | 142 | 34   | 19  | 18  | 31  | 80  | 220 | .483 |      | .692 | 33.3 | 12.9 | 8.4  | 2.0 |
| 1979-80 | 24   | Seattle   | NBA  | 15 | 469  | 74  | 146 | 0   | 1  | 32  | 51  | 35    | 125 | 25   | 23  | 12  | 37  | 54  | 180 | .507 | .000 | .627 | 31.3 | 12.0 | 8.3  | 1.7 |
| 1981-82 | 26   | Seattle   | NBA  | 8  | 266  | 40  | 85  | 0   | 0  | 22  | 32  | 24    | 59  | 16   | 5   | 7   | 20  | 38  | 102 | .471 |      | .688 | 33.3 | 12.8 | 7.4  | 2.0 |
| 1982-83 | 27   | Seattle   | NBA  | 2  | 53   | 4   | 23  | 0   | 3  | 2   | 5   | 13    | 21  | 5    | 1   | 0   | 2   | 7   | 10  | .174 | .000 | .400 | 26.5 | 5.0  | 10.5 | 2.5 |
| 1984-85 | 29   | Cleveland | NBA  | 4  | 106  | 19  | 34  | 0   | 0  | 8   | 10  | 6     | 22  | 4    | 2   | 1   | 6   | 20  | 46  | .559 |      | .800 | 26.5 | 11.5 | 5.5  | 1.0 |
| Total   |      |           | NBA  | 52 | 1611 | 268 | 553 | 0   | 4  | 88  | 132 | 157   | 413 | 101  | 52  | 43  | 110 | 228 | 624 | .485 | .000 | .667 | 31.0 | 12.0 | 7.9  | 1.9 |

## Curiosidades
- En sus dos primeras temporadas con los Knicks, fue el jugador de toda la liga que más faltas personales cometió, con 363 y 350 respectivamente, promediando 4,3 faltas por partido.[7]

- Su hijo Marlon, de 19 años de edad y 2,06 metros de altura, juega de pívot en la Universidad de Washington.[2]